# みきゃん
みきゃんは、愛媛県のイメージアップキャラクター（ゆるキャラ）。また、2017年に愛媛県で開催された「愛顔つなぐえひめ国体」・「愛顔つなぐえひめ大会」のマスコットキャラクターでもある。

## 概要
モチーフはミカンと犬。ミカンは愛媛県の特産品であることや、犬は愛媛県の方言である「〜やけん」を犬（けん）とかけていること、また愛媛県の形が走る犬の姿に似ていることがモチーフとなった理由である。みきゃんの耳はミカンの葉、尻尾はミカンの花である。
みきゃんという名前は、デザインが決定されたのちに一般公募によって決定された。ミカンと子犬の鳴き声の「キャン」や前向きな姿勢を表す英語の「can」の意味を含んでいる。

### 関連キャラクター
松大みきゃん
2015年（平成27年）5月14日に、松山大学とコラボレーションした「松大みきゃん」が愛媛県庁と大学から発表された。みきゃんの「お友達」という設定で、夏目漱石の『坊つちやん』に登場する「坊っちゃん」と「マドンナ」をイメージした衣装に身を包み、「松大みきゃん（坊っちゃん）」の頭部には松山大学の名前が入った学帽が、「松大みきゃん（マドンナ）」の頭部には松山大学のシンボルマークをモチーフとしたリボンが付いている。
エミきゃん
2015年6月6日には松前町のショッピングモール「エミフルMASAKI」とのコラボレーションにより、みきゃんのお友達キャラクターとして赤い法被を着た「エミきゃん」がデビューした。
ダークみきゃん
2015年10月8日に、ゆるキャラグランプリを盛り上げるための話題作りとして、みきゃんのライバルキャラクターの「ダークみきゃん」がデビューした。みきゃんになれなかった愛媛県外のみかんから生まれ、みきゃんの足を引っ張ることが生きがいという設定で、カビが生えたみかんをモチーフとし、額に大きな傷がついているなど凶悪な顔つき。県庁職員による手作りで、古くなったみきゃんの着ぐるみを改造して作られており、プロモーションビデオの制作も含め、総予算13,051円で完成した。
国体みきゃん・障スポみきゃん
「国体みきゃん」は前述の「愛顔つなぐえひめ国体」、「障スポみきゃん」は「愛顔つなぐえひめ大会」のマスコット。通常のみきゃんと異なる点は、国体の開催年にちなみ、胸に「2017」と描かれた緑色ベースの体操服を着用していることであり、「障スポみきゃん」はこれに加えて車椅子に乗っている。
こみきゃん
2018年6月24日につくるイベントが開催。10月20日にえひめこどもの城開園20周年記念で、仲間として登場。
こダークみきゃん
2021年12月17日に誕生した。こみきゃんがダークみきゃんの開発した「Dよだれかけ」を付けることで変身する。

## ゆるキャラグランプリ
2012年（平成24年）のゆるキャラグランプリについては、前年2位だった今治市のバリィさん側から、愛媛県知事の中村時広へ応援要請がされ、愛媛県を挙げてバリィさんを支援することになったため、みきゃんはエントリーはしたものの865キャラ中847位に終わった。
バリィさんが殿堂入りでエントリーしなくなった2013年（平成25年）以降のゆるキャラグランプリは愛媛県が本腰を入れて選挙活動をするようになったため、同年は11位、2014年（平成26年）には3位と着実に順位を上げた。
2015年（平成27年）のゆるキャラグランプリでは、インターネット投票では1位だったものの、静岡県浜松市で開催された最終投票イベントで地元の出世大名家康くんに逆転され、2位に終わった。
2016年（平成28年）のゆるキャラグランプリは、みきゃんの地元である松山市で開催されたが、県内外から訪れる人々に楽しんでもらうため、エントリーを辞退しておもてなしに回った。

## プロフィール
- 誕生日 - 2011年11月11日（ワンワンワンワンの日）
- 出身地 - 愛媛県
- 性格 - 明るくて好奇心旺盛。楽天的でくよくよしない。
- 仕事 - 愛媛県のPR（愛媛県の広報広聴課員）
- チャームポイント - ハートの形の鼻とミカンの花の尻尾。
- 好きな食べ物 - 愛媛県産のものならなんでも。特にミカン。
- 好きなこと - スポーツ、旅行、食べること。
- 欲しいもの - 一緒に愛媛県をPRしてくれる友達。

## 歴史
- 2011年
  - 6月 - キャラクターのデザインが公表された。
  - 11月11日 - 公募により愛称がみきゃんに決定された[20]。
- 2012年
  - 10月1日 - 赤い羽根共同募金運動開始に合わせて、みきゃんなどの缶バッジを買うと代金が募金となるガチャポンが愛媛県庁舎に設置される[21]。
  - 11月5日 - 日本郵政が愛媛県内の郵便局などで、オリジナルフレーム切手（販売予定枚数は3000部）が販売される[22]。
  - 11月28日 - 伊予銀行本部の行員が利用する7台の自転車にみきゃんや伊予銀のキャラである「とりカエル」などが描かれた広告表示板が設置される[23]。
- 2013年
  - 11月24日 - ゆるキャラグランプリ2013でエントリーし、初エントリーのキャラとしては最高順位となる11位にランクインした[24]。
- 2014年
  - 9月20日 - 県を中心にスーパーマーケットを展開するフジなどで使用できるエフカポイントカードに、みきゃんのデザインが登場した[25]。
  - 11月3日 - ゆるキャラグランプリ2014において3位に入賞した。
- 2015年
  - 4月1日 - 県がみきゃんの使用要綱を改正し、デザイン使用料を営利目的の場合でも無償化[26]。
  - 5月14日 - 松山大学とコラボレーションした「松大みきゃん」が発表された[4]。
  - 6月6日 - 「エミフルMASAKI」とコラボレーションした「エミきゃん」が発表された[6]。
  - 8月15日 - 愛媛国体・全国障害者スポーツ大会の実行委員会がLINEで使える「国体みきゃん」の募金スタンプ販売を開始、収益は大会運営費に活用する[27]。
  - 8月17日 - 伊予鉄道松山市駅の1日駅長を務める[28]。
  - 9月8日 - 愛媛県内のトヨタ販売グループ6社がみきゃんをあしらったキャラバンカーを県に贈呈[29]。
  - 9月14日 - 県内の旅館・ホテル7軒がみきゃんグッズで埋め尽くされた「みきゃんルーム」を開設[30]。
  - 11月23日 - ゆるキャラグランプリ2015において2位に入賞し、準グランプリを獲得[31]。
- 2016年
  - 2月21日 - 同年3月より開催される「えひめいやしの南予博2016」に合わせて、みきゃんおよび南予のゆるキャラが描かれたラッピング列車「おさんぽなんよ」が登場した。運行区間はJR四国の予讃線松山駅以南と予土線宇和島駅 - 江川崎駅間[32][33]。
- 2017年
  - 愛媛国体と全国障害者スポーツ大会にむけて両大会のマスコットキャラクターとなり、「おもてなし特命副知事」に就任[34]。
- 2018年
  - 4月1日 - 南海放送テレビの愛媛県政広報番組「特命副知事 みきゃん大作戦」が放送開始[35]。
- 2020年
  - 4月5日 - 南海放送テレビの愛媛県政広報番組「みきゃん&友近 つながれ!∞えひめ」が放送開始[36]。

## グッズ

### コラボ商品
- サークルKサンクス - 2011年11月15日より中四国の551店で期間限定販売。イラスト入り「レアチーズケーキ」が販売された[37]。
- ローソン - 2011年11月15日より中四国の630店で期間限定販売。イラスト入り「メロンパン」が販売された[37]。

### ナンバープレート
みかんの断面と瀬戸内海を背景にみきゃんの図柄が入ったナンバープレートが2018(平成30)年登録。申請数は2024年現在2位。

## みきゃんアプリ
株式会社デジタルテクノロジー四国が提供する決済用アプリ。愛媛県内の商業施設や公共交通機関、Smart Code加盟店で利用できる。2025年開催の大阪関西万博でも使える。伊予鉄道など一部公共交通機関は利用額の5%分のポイントがキャッシュバックされるなどの特典がある。愛媛県内のニュースや県内各自治体の情報の閲覧も可能。本人確認にマイナンバーカードを活用している。